# Franz Stumpf (Politiker, 1950)
Franz Stumpf (* 31. Juli 1950 in Forchheim; † 9. April 2019 ebenda) war ein deutscher Politiker der CSU/WUO und von 1990 bis 2016 Oberbürgermeister der Stadt Forchheim.

## Politische Karriere
Im Jahre 1990 wurde das CSU-Mitglied Franz Stumpf zum ersten Mal für die WUO (Wählerinitiative Unabhängiger Oberbürgermeister) zum Oberbürgermeister gewählt. Er gewann in der Stichwahl gegen den offiziellen CSU-Kandidaten Eduard Nöth. 2002 wurde er jeweils erstmals in den Kreistag und 2003 in den oberfränkischen Bezirkstag gewählt. Er war Vorsitzender der Bayerischen Krankenhausgesellschaft, des BRK-Kreisverbandes Forchheim und des VfB Forchheim, Vorstandsmitglied von Medical Valley EMN e. V., sowie Mitglied bzw. Vorsitzender mehrerer Aufsichtsräte und Zweckverbände (EGF, GWS, HdWW, Leithenberg-Gruppe, Sparkasse Forchheim, Stadtwerke Forchheim, Synagoge Ermreuth, WIR Bamberg-Forchheim).
Im Zusammenhang mit der Spielerfinanzierung von Handballern des VfB Forchheim durch die AUB wurde von der Staatsanwaltschaft Mitte Juli 2009 gegen Stumpf Anklage wegen Steuerhinterziehung und Sozialabgabenbetrugs erhoben. Das Landgericht Nürnberg eröffnete den Prozess am 20. Oktober 2011.  Weil das Landgericht Nürnberg-Fürth allenfalls eine geringe Schuld wegen Steuerhinterziehung und Veruntreuung von Arbeitsentgelt sah, wurde das Verfahren im November 2011 gegen Zahlung einer Geldauflage von 20.000 Euro eingestellt.
Am 17. Dezember 2015 entsprach der Stadtrat Forchheim seinem Antrag, das Amt des Oberbürgermeisters mit Ablauf des 31. März 2016 aus gesundheitlichen Gründen niederzulegen. Im ersten Wahlgang erreichte am 6. März 2016 keiner der vier Bewerber die absolute Mehrheit, bei der Stichwahl am 20. März 2016 wurde Uwe Kirschstein (SPD) mit 52,2 Prozent zum Nachfolger von Stumpf gewählt.
Franz Stumpf war von 1999 bis 2018 Vorsitzender der Bayerischen Krankenhausgesellschaft (BKG), dem Verband der Bayerischen Krankenhausträger mit den rd. 360 Krankenhäusern in Bayern. Mit seiner außergewöhnlichen menschlichen Integrität, fachlichen Kompetenz und klaren Urteilskraft war er ein hervorragender Repräsentant der bayerischen Krankenhäuser. Er setzte sich in seiner leidenschaftlichen, aber jederzeit ausgewogenen und partnerschaftlichen Art für die Belange der Krankenhäuser, ihrer Beschäftigten und der Patienten ein und prägte so die Entwicklung der Krankenhausversorgung in Bayern maßgeblich mit. U. a. dafür wurde ihm im Dezember 2018 am Rande der letzten von ihm geleiteten BKG-Mitgliederversammlung von der bayerischen Gesundheitsministerin Melanie Huml die bayerische Staatsmedaille für Verdienste um Gesundheit und Pflege verliehen.

## Privatleben
Stumpf studierte in Erlangen Jura und war vor seiner Zeit als Oberbürgermeister Justiziar der Stadt Forchheim. Stumpf war verheiratet und hatte drei Kinder. Er war seit 1970 Mitglied der katholischen Studentenverbindung K.D.St.V. Gothia Erlangen.
Am 9. April 2019 erlag Stumpf einem langjährigen Krebsleiden.